# Angiometopa flavisquama
Angiometopa flavisquama är en tvåvingeart som beskrevs av Villeneuve 1911. Angiometopa flavisquama ingår i släktet Angiometopa och familjen köttflugor.
Artens utbredningsområde är Schweiz. Inga underarter finns listade i Catalogue of Life.